# Бабка біла
Бабка біла, підбере́зник боло́тний (Leccinum holopus) — вид базидіомікотових грибів родини болетові.

## Опис
Шапинка завширшки до 20 см, у молодому віці напівкуляста, потім опукла, білуватого або сірого кольору, гіменофор спочатку сіруватого кольору, з віком трохи темніє. Споровий порошок коричневий.
М'якоть щільна, біла, колір на зламі не міняє, з приємним грибним смаком і ароматом. Трубчастий шар губчастий, дрібнопористий, легко відділяється від м'якоті.
Ніжка: у виринниці, що виросла в моху досягає, в основному, завдовжки до 15 см, завтовшки до 2 см, щільна, м'ясиста у молодому віці, в старості водяниста, жорстка, волокниста, покрита білими пластівчастими лусочками.

## Місця зростання
Гриб поширений у Центральній Європі, зокрема і в Україні. Росте одиночно і групами в сирих, болотистих листяних і змішаних лісах, в чагарниках, по околицях боліт.

## Використання
Їстівний гриб третьої категорії: його м'якоть сильно розварюється (тому його не маринують).

## Двійники
Має деяку схожість з їстівним Leccinum oxydabile, що мешкає в тих же місцях, у якого м'якоть на зламі набуває рожевого відтінку. Отруйних двійників не має.